# Ryan De Vries
Ryan De Vries est un footballeur néo-zélandais d'origine sud-africaine né le 14 septembre 1991 au Cap qui évolue au poste d'attaquant. Il évolue durant toute sa carrière professionnelle entre Nouvelle-Zélande et Australie.

## Biographie

### En club
Ryan De Vries est né et a grandi au Cap, en Afrique du Sud. Il y joue dans différents clubs de la ville, il démarre au Tramways FC, passe par Wynberg St Johns AFC (en) et FC Fortune (en).
Sa famille déménage à Auckland en Nouvelle-Zélande en 2008 alors qu'il est âgé de 16 ans. Il entre alors au Glenfield College, établissement scolaire dans le quartier de Glenfield à Auckland. Il joue dans l'équipe de son « college » et en hiver, il joue à Forrest Hill Milford (en) en championnat régional,,.
Il commence sa carrière professionnelle en 2009 au Waitakere United avec lequel il remporte le Championnat de Nouvelle-Zélande quatre ans de suite.
Le championnat néo-zélandais ayant lieu d'octobre (ou novembre) à mars (ou avril), le reste de l'année De Vries joue (de 2009 à 2014) en Australie avec les Bentleigh Greens qui évoluent Victorian Premier League, championnat le plus relevé du pays derrière la A-League se déroulant de mars à septembre.
En 2013, il rejoint Auckland City Football Club, autre club phare du championnat néo-zélandais. Avec Auckland CFC, il remporte à nouveau le championnat, ainsi que la Ligue des champions de l'OFC à laquelle Auckland CFC s'était qualifié en finissant vice-champion en 2013. À ce titre, Auckland CFC prend part à la Coupe du monde des clubs de la FIFA 2014 où il finit à la troisième place (s'inclinant en demi-finale face à San-Lorenzo et battant en petite finale le CD Cruz Azul).

### En sélection
Appelé en sélection des moins de 20 ans de Nouvelle-Zélande pour la Coupe du monde 2010, la FIFA ne l'autorise pas à rejoindre l'équipe puisqu'il ne possède pas à l'époque le passeport néo-zélandais,. En décembre 2014, il se positionne quant à son choix de sélection entre l'Afrique du Sud et la Nouvelle-Zélande, en indiquant être davantage intéressé par la sélection de son pays d'adoption,.

## Palmarès

### En club
- Avec le  Waitakere United :
  - Champion de Nouvelle-Zélande en 2010, 2011, 2012 et 2013
  - Vainqueur de la Supercoupe de Nouvelle-Zélande en 2012

- Avec   Auckland City Football Club :
  - Vainqueur de la Ligue des champions de l'OFC en 2014, 2015, 2016 et 2017
  - Champion de Nouvelle-Zélande en 2014
  - Troisième de la Coupe du monde des clubs de la FIFA en 2014.
  - Vainqueur de la Supercoupe de Nouvelle-Zélande en 2014
  - Vainqueur de la Coupe des Présidents de l'OFC en 2014

### Distinctions personnelles
- Meilleur footballeur de l'année aux « ASB (en) Young Sportsperson of the Year Awards » en 2010[10].